# Пески (Ульяновская область)
Пески— деревня в Карсунском районе Ульяновской области, входит в состав Карсунского городского поселения.

## География
Находится на расстоянии менее 1 километра по прямой на юго-восток от районного центра поселка Карсун.

## История
При создании Симбирского наместничества в 1780 году, деревня Песков, при речке Барыше, помещичьих крестьян, однодворцев, из Синбирского уезда вошла в состав Карсунского уезда. 
В 1913 году в деревне было 135 дворов, 1105 жителей, имелась часовня и церковно-приходская школа. 

## Население
Население составляло 375 человек в 2002 году (русские 93%), 332 по переписи 2010 года.